# Гомер (Луїзіана)
Гомер (англ. Homer) — місто (англ. town) в США, в окрузі Клейборн штату Луїзіана. Населення — 2747 осіб (2020).

## Географія
Гомер розташований за координатами 32°47′38″ пн. ш. 93°3′33″ зх. д. / 32.79389° пн. ш. 93.05917° зх. д. (32.793789, -93.059101).  За даними Бюро перепису населення США в 2010 році місто мало площу 12,07 км², з яких 12,05 км² — суходіл та 0,01 км² — водойми.

## Демографія
Згідно з переписом 2010 року, у місті мешкало 3237 осіб у 1305 домогосподарствах у складі 846 родин. Густота населення становила 268 осіб/км².  Було 1619 помешкань (134/км²).
Расовий склад населення:
| - 64,3 % — чорних або афроамериканців - 33,0 % — білих - 0,8 % — азіатів - 0,1 % — корінних американців |

До двох чи більше рас належало 1,4 %. Частка іспаномовних становила 1,4 % від усіх жителів.
За віковим діапазоном населення розподілялося таким чином: 27,7 % — особи молодші 18 років, 56,5 % — особи у віці 18—64 років, 15,8 % — особи у віці 65 років та старші. Медіана віку мешканця становила 36,2 року. На 100 осіб жіночої статі у місті припадало 84,8 чоловіків;  на 100 жінок у віці від 18 років та старших — 79,5 чоловіків також старших 18 років.
Середній дохід на одне домашнє господарство  становив 40 102 долари США (медіана — 27 050), а середній дохід на одну сім'ю — 44 103 долари (медіана — 31 989). Медіана доходів становила 40 472 долари для чоловіків та 19 127 доларів для жінок. За межею бідності перебувало 40,0 % осіб, у тому числі 59,6 % дітей у віці до 18 років та 13,9 % осіб у віці 65 років та старших.
Цивільне працевлаштоване населення становило 1090 осіб. Основні галузі зайнятості: роздрібна торгівля — 20,8 %, освіта, охорона здоров'я та соціальна допомога — 13,4 %, транспорт — 12,0 %, виробництво — 11,7 %.